# Lerums BK
Lerums BK, Lerums bandyklubb, även förkortat "LBK". Grundades 1932 och spelade då huvudsakligen bandy. Bandyverksamheten lades ned 1993.
Föreningen har valt att behålla namnet trots att man idag enbart spelar ishockey. Herrarnas A-lag har genom åren aldrig spelat i de högre divisionerna utan har ständigt pendlat mellan division 2-3. Säsongen 2010/2011 hade föreningen ett A-lag för damer i division 1. Ishallen heter Vättlehallen och är belägen i Stenkullen, en del av Lerums kommun. LBK har fostrat fyra spelare som spelar, eller spelat, i NHL. Dessa fyra är Loui Eriksson (Dallas Stars, Boston Bruins, Vancouver Canucks, Arizona Coyotes), Viktor Stålberg (Chicago Blackhawks, Nashville Predators, New York Rangers, Carolina Hurricanes, Ottawa Senators) Erik Karlsson (draftad till Carolina Hurricanes) samt John Klingberg (Dallas Stars).